# Serranocirrhitus
Serranocirrhitus is een monotypisch geslacht van straalvinnige vissen uit de familie van zaag- of zeebaarzen (Serranidae).

## Soort
- Serranocirrhitus latus Watanabe, 1949